# ليجيه فيليستيه سونثوناكس
ليجيه فيليستيه سونثوناكس (7 مارس 1763 - 23 يوليو 1813) كان من دعاة إلغاء تحرير العبيد في فرنسا وينتمي لنادي اليعاقبة قبل انضمامه إلى حزب غيروندي، الذي ظهر عام 1791. أثناء الثورة الفرنسية، كان يسيطر على 7000 جندي فرنسي في سان دومينغ خلال جزء من الثورة الهايتية. كان لقبه الرسمي المفوض المدني. من سبتمبر 1792 إلى ديسمبر 1795، كان الحاكم الفعلي لسكان سانت دومينيك من غير العبيد. في غضون عام من تعيينه، وسعت لجنة السلامة العامة سلطاته بشكل كبير. استُدعي عام 1795 بسبب عودة السياسة المحافظة في فرنسا. يعتقد سونثوناكس أن البيض في سانت دومينغو كانوا من الملكيين أو الانفصاليين، لذلك هاجم القوة العسكرية للمستوطنين البيض وبقيامه بذلك عزل المستوطنين الاستعماريين عن حكومتهم. أكد العديد من سكان المستعمرة من الأعراق المختلطة أنه يمكنهم تشكيل العمود الفقري العسكري لسانت دومينغو إذا مُنحوا الحقوق، لكن سونثوناكس رفض هذا الرأي باعتباره عفا عليه الزمن في أعقاب انتفاضة العبيد في أغسطس 1791. كان يعتقد أن سان دومينغو ستحتاج إلى جنود عبيد سابقين بين صفوف الجيش الاستعماري إذا أراد الاستمرار. في أغسطس 1793، أعلن سونثوناكس الحرية لجميع العبيد في المقاطعة الشمالية. يزعم منتقدوه أنه أُجبر على إنهاء العبودية من أجل الحفاظ على سلطته.

## نشأته
ولد سونثوناكس في أويوناكس بفرنسا في 7 مارس 1763، وهو ابن تاجر ثري، وكان سونثوناكس محاميًا في برلمان باريس، وارتقى في المناصب خلال الثورة الفرنسية. كانت ثروة سونثوناكس ترجع إلى أعمال والده، التي وظفت العديد من الأشخاص من المنطقة، وجعلت والده أغنى رجل في القرية. أنهى سونثوناكس دراسته في جامعة ديجون، وأصبح محاميًا مشهورًا بمساعدة والده الثري. أصبح عضوًا في جمعية أصدقاء السود، وأصبح على اتصال بجاك بيير بريسو ثم انضم إلى الغيرونديين.

## المهمة
في أغسطس 1791، اندلع تمرد العبيد (ثورة هايتي) في الجزء الشمالي من سانت دومينغو، قلب اقتصاد مزرعة السكر في الجزيرة. تعرضت مدينة سانت دومينغو أيضًا للدمار بسبب الصراع بين المستعمرين البيض والأشخاص الملونين الأحرار (وكثير منهم من أعراق مختلطة)، وأيضًا بين مؤيدي الثورة الفرنسية وأولئك الذين يؤيدون إعادة تأسيس النظام القديم؛ أو الفاشل، من أجل استقلال سانت دومينغو.
في عام 1792، أرسِل سونثوناكس وإيتين بولفيرل وجان أنطوان أليهود إلى مستعمرة سانت دومينغو (الآن هايتي) بصفتهم جزءًا من اللجنة الثورية. وكان برفقتهم جان جاك ديسبارب، الذي عُيّن حاكمًا لسانتو دومينغو. كان سيحل محل الحاكم فيليبيرت فرانسوا روكسيل دو بلانشيلاند. ضمت الحملة 6 آلاف جندي. وجد المفوضون أن العديد من المزارعين البيض كانوا معاديين للحركة الثورية الراديكالية المتزايدة وكانوا ينضمون إلى المعارضة الملكية. أعلنوا أنهم لا ينوون إلغاء العبودية، لكنهم جاءوا لضمان تمتع الرجال الأحرار بحقوق متساوية مهما كان لونهم. عمل ديسبارب ضد المفوضين وأصبح شائعًا لدى المزارعين الملكيين. في 21 أكتوبر 1792، طرد المفوضون ديسبارب وعينوا نائب دي روشامبو الحاكم العام لسانتو دومينغو.
كان هدفهم الرئيسي الحفاظ على السيطرة الفرنسية على سانت دومينغو وفرض المساواة الاجتماعية الممنوحة مؤخرًا لسكان المستعمرة من الأعراق المختلطة من قبل المؤتمر الوطني الفرنسي كجزء من المرسوم الصادر في 15 مايو 1792. وأعاد التشريع السيطرة الفرنسية على سانت دومينغو، ومنح المواطنة الكاملة والمساواة السياسية للسود الأحرار والخلاسيين الأحرار، لكنه لم يحرر العبيد، وحث العبيد على العودة إلى المزارع. لم تكن مهمة سونثوناكس لتحرير عبيد سانت دومينغو، ولكن بدلًا من ذلك لتنفيذ المرسوم وهزيمة تمرد العبيد. شجب سونثوناكس في البداية إلغاء العبودية لكسب دعم البيض في الجزيرة. عند وصوله، وجد أن بعض البيض والأشخاص الملونين يتعاونون بالفعل ضد متمردي العبيد. نفى سونثوناكس العديد من البيض الراديكاليين الذين لم يقبلوا الملونين الأحرار على قدم المساواة وتمكن من احتواء تمرد العبيد خارج الشمال.
عندما أرسِل سونثوناكس وبولفيرال إلى سانت دومينغو، أصدر الاثنان إعلانًا. بدأ هذا الإعلان بمنح حريات محددة للعبيد، ولكن في النهاية، مُنح العبيد في شمال وغرب سانت دومينغو الحرية. بعد الإعلان، كتب سونثوناكس ردًا على أولئك الذين عارضوا قراره وقرار بولفيرال عام 1793 لمنح هؤلاء العبيد المختارين هذه الحرية الجديدة. صرّح باعتقاده الدائم والأبدي بأن الحقوق المدنية يجب أن تُمنح لهؤلاء الأفارقة ودافع أن قراره لتحرير العبيد لم يكن خطأ. أوضح إعلان سونثوناكس باسم الجمهورية دوره في الثورة. كان ملتزمًا باتخاذ قرارات جذرية لمنع بريطانيا وإسبانيا من النجاح في محاولاتهما للسيطرة على سانت دومينغو.

## التحرر والصراع
في فبراير 1793، أعلنت فرنسا الحرب على بريطانيا العظمى، ما طرح مشكلة جديدة لسونثوناكس. كل أولئك الذين استبعدهم في محاولته دعم الثورة الفرنسية في سان دومينغو شرعوا في محاولة الفرار إلى جزر الهند الغربية البريطانية (بدايةً إلى جامايكا)، حيث وفرت السلطات الاستعمارية المأوى للمهاجرين الفرنسيين المعارضين للانتفاضة. انخفض عدد السكان البيض في المستعمرة بشكل ملحوظ حتى بقي 6 آلاف فقط بعد يونيو 1793.
في 20 يونيو 1793، أدت محاولة فاشلة للسيطرة على العاصمة من قبل حاكم عسكري جديد متعاطف مع البيض، هو فرانسوا توماس غالبو، إلى قصف وحرق كاب فرانسيه (الآن كاب هايتيان). من المحتمل أن يكون الحرق قد تم بواسطة ما يقرب من ألف بحار غير محلي من بين قوات غالبو. عيّن سونثوناكس الجنرال إتيان لافو حاكمًا وطرد غالبو من المستعمرة بعد وعد بالحرية للعبيد السابقين الذين وافقوا على القتال نيابة عن المفوضين والنظام الجمهوري الفرنسي الذي يمثلونه. حتى تلك اللحظة، كان المفوضون لا يزالون يتابعون القتال ضد العبيد السود، الذين بدأ تمردهم في أغسطس 1791. كان تحررهم انتصارًا بالغ الأهمية لجميع قوى العبيد، وتشير الروايات الشفوية إلى ارتفاع معنوياتهم. في 24 يونيو 1793، غادر 60% من السكان البيض سان دومينغو مع غالبو، ولم يعد معظمهم أبدًا.
في 29 أغسطس 1793، مع انتشار شائعات التحرر، اتخذ سونثوناكس خطوةً جذريةً بإعلان حرية العبيد في المقاطعة الشمالية (مع قيود صارمة على حريتهم). خلال هذا الوقت، وبسبب الاتجاه الجديد للتنازل عن حقوق السود، بدأ توسان لوفرتير في إصلاح فلسفته السياسية لمواءمة فرنسا بدلًا من إسبانيا؛ ومع ذلك، كان حذرًا وانتظر المصادقة الفرنسية على التحرر قبل تغيير المواقف رسميًا. في سبتمبر وأكتوبر، توسع نطاق التحرر في جميع أنحاء المستعمرة. في 4 فبراير 1794، صادق المؤتمر الوطني الفرنسي على هذا القانون، وطبقه على جميع المستعمرات الفرنسية، بما في ذلك جوادلوب. كان التحرر من أهم الأحداث في تاريخ الأمريكتين.
لم يتدفق السكان المستعبدون في سانت دومينغو إلى جانب سونثوناكس كما توقع، بينما استمر المزارعون البيض في مقاومته. انضم إليهم العديد من الرجال الملونين الأحرار الذين عارضوا إلغاء العبودية في المستعمرة، وكثير منهم كانوا مزارعين أنفسهم. عند وصول إعلان التصديق على التحرر من قبل الحكومة الفرنسية إلى المستعمرة، وصل توسان لوفرتور وفرقه من العبيد السابقين المنضبطين والمتمرسين للمعركة إلى الجانب الجمهوري الفرنسي في أوائل مايو 1794.
تسبب تغيير في الاتجاهات السياسية في الوطن في استدعاء سونثوناكس إلى فرنسا للدفاع عن أفعاله. عندما عاد في صيف عام 1794، جادل بأن الأحرار الملونين، الذين أرسل في الأصل للدفاع عنهم، لم يعودوا موالين لفرنسا، وأن على الجمهورية أن تضع ثقتها في العبيد المحررين. بعد تبرئته، عاد سونثوناكس إلى سانت دومينغو للمرة الثانية. أرسلت فرنسا كونت إيدوفيل ليكون حاكمًا للجزيرة، لكنه أجبر في النهاية على الفرار.